# Oak Ridge (condado de Cooke, Texas)
Oak Ridge es un pueblo ubicado en el condado de Cooke en el estado estadounidense de Texas. En el Censo de 2010 tenía una población de 141 habitantes y una densidad poblacional de 481,77 personas por km².

## Geografía
Oak Ridge se encuentra ubicado en las coordenadas 33°38′53″N 97°2′19″O / 33.64806, -97.03861. Según la Oficina del Censo de los Estados Unidos, Oak Ridge tiene una superficie total de 0.29 km², de la cual 0.29 km² corresponden a tierra firme y (0%) 0 km² es agua.

## Demografía
Según el censo de 2010, había 141 personas residiendo en Oak Ridge. La densidad de población era de 481,77 hab./km². De los 141 habitantes, Oak Ridge estaba compuesto por el 94.33% blancos, el 0% eran afroamericanos, el 2.13% eran amerindios, el 0% eran asiáticos, el 0% eran isleños del Pacífico, el 2.13% eran de otras razas y el 1.42% pertenecían a dos o más razas. Del total de la población el 9.93% eran hispanos o latinos de cualquier raza.